# Syrenka (rysunek Pabla Picassa)

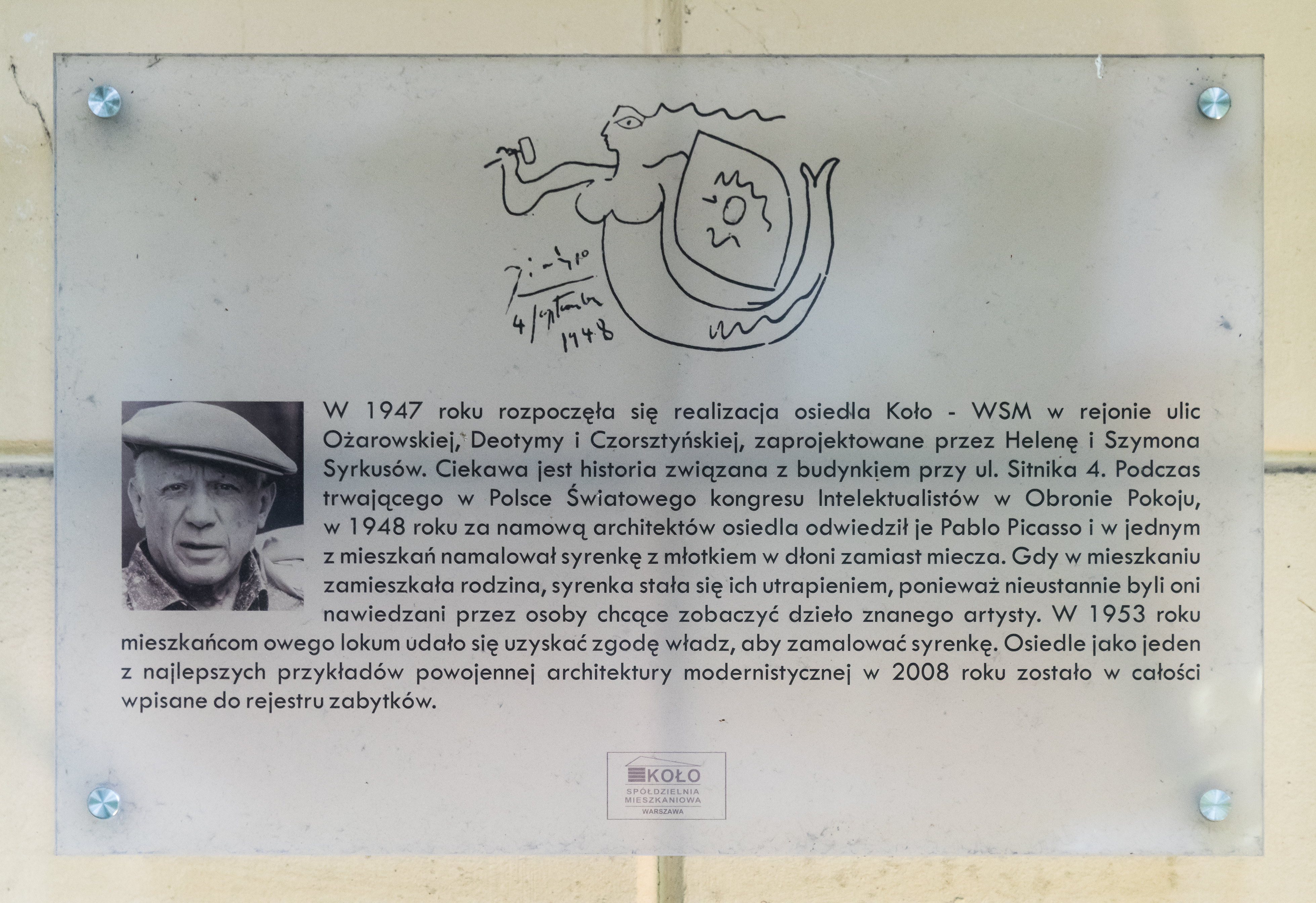
Tablica upamiętniająca wydarzenie na bloku mieszkalnym przy ul. ks. J. Sitnika 4

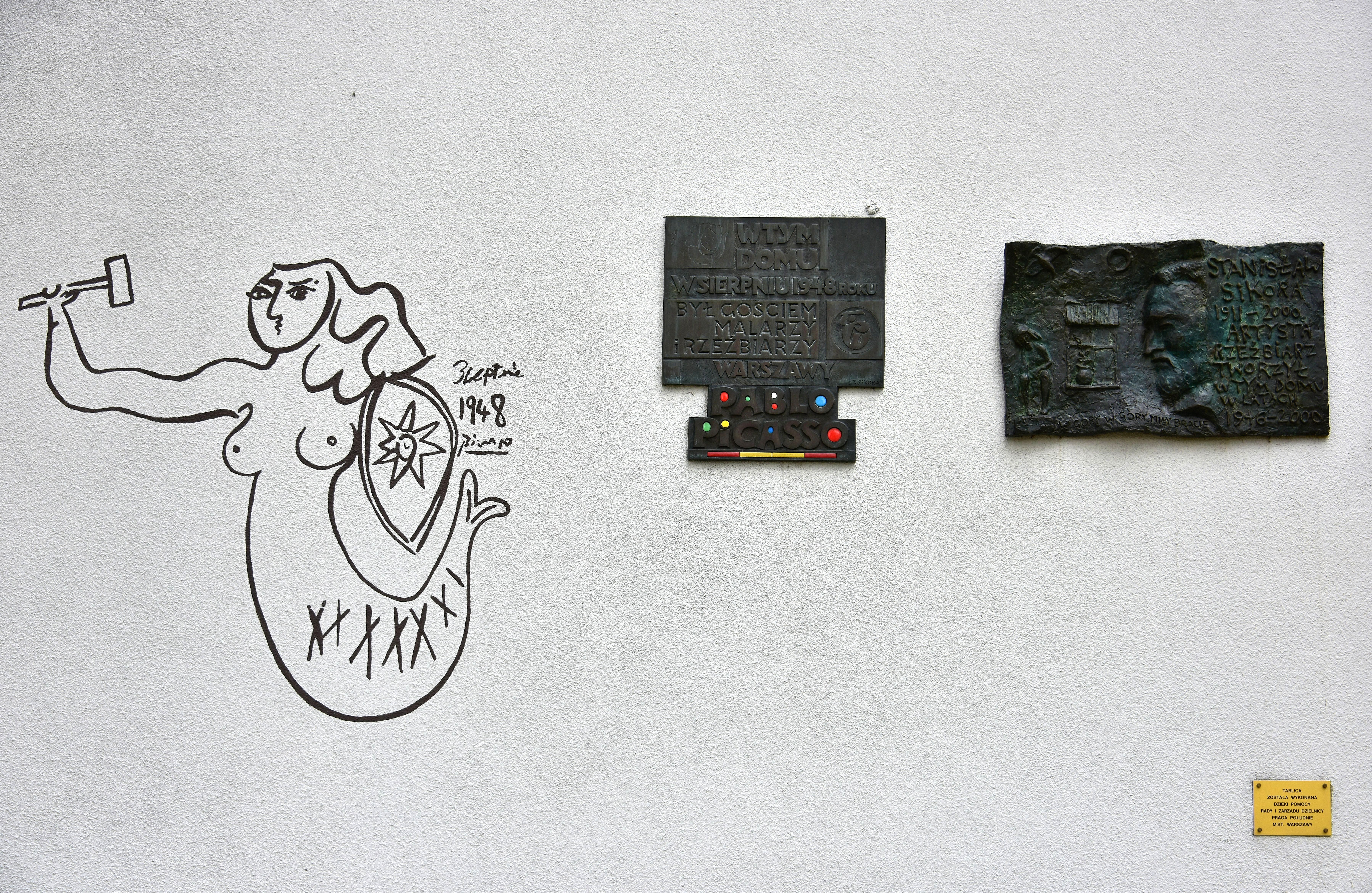
Syrenka Pabla Picassa odtworzona na ścianie budynku przy ul. Obrońców 28/30, w którym artysta był w 1948 gościem warszawskich malarzy i rzeźbiarzy

Syrenka (określenie nieformalne) – warszawski mural, narysowany przez Pabla Picassa w 1948, podczas jego pobytu w Polsce, przedstawiający Syrenkę. Mural istniał do 1953, kiedy to został zniszczony. Został odtworzony w dawnym miejscu w 2019.

## Historia
Pablo Picasso odbył jedyną podróż do Polski w sierpniu 1948 z okazji Światowego Kongresu Intelektualistów w Obronie Pokoju, odbywającego się we Wrocławiu. Była to jego pierwsza w życiu podróż samolotem. Przyjazd na kongres korespondował z lewicowymi przekonaniami artysty i jego pacyfistycznym światopoglądem. W tym czasie Picasso był członkiem Francuskiej Partii Komunistycznej. Przyjazd do ówczesnej Polski Ludowej przedłużył się z planowych trzech dni do dwóch tygodni. W tym czasie malarz odwiedził Kraków i Auschwitz-Birkenau. Przyjechał również do Warszawy, nocując w Hotelu Bristol. Zwiedził m.in. ruiny Zamku Królewskiego, Łazienki, Belweder oraz pałac w Wilanowie. Został odznaczony przez prezydenta Bolesława Bieruta Krzyżem Komandorskim z Gwiazdą Orderu Odrodzenia Polski. Przekazał także Muzeum Narodowemu w Warszawie komplet 20 własnoręcznie malowanych talerzy ceramicznych.
Jego przewodnikami po odbudowującym się po wojnie z ruin mieście była para warszawskich architektów, Helena i Szymon Syrkusowie, prywatnie znajomi Picassa. 3 września 1948 Syrkusowie udali się wraz z nim na budowane osiedle mieszkaniowe na Kole na warszawskiej Woli. Osiedle, jak na ówczesne standardy, wydało się malarzowi bardzo funkcjonalne. Artysta szczególnie docenił sposób pozyskiwania materiału budowlanego, który pochodził z gruzu zniszczonego miasta i był w zgodzie z ideą recyklingu.
Picasso oglądając wciąż nieukończone bloki, wszedł do jednego z nich, jednopokojowego mieszkania z kuchnią i wnęką sypialną na parterze, gdzie narysował węglem na jednej ze ścian wnęki, od sufitu do podłogi, rysunek warszawskiej Syrenki. Mieszkanie z muralem miało adres ul. Deotymy 48 m. 24 (obecnie ul. ks. J. Sitnika 4). W czasie wizyty na Kole malarzowi towarzyszył francuski poeta Paul Éluard, który także przyjechał na wrocławski kongres.
Wkrótce po tych wydarzeniach, do komunalnego mieszkania sprowadziło się młode małżeństwo, które dostało je z przydziału, Franciszka Sawicka-Prószyńska wraz z małżonkiem. Poinformowani o znaczeniu zastanego dzieła sztuki i jego autorze, przyjmowali przybywających turystów, oficjeli, delegacje, wycieczki szkolne i innych zainteresowanych muralem. Zdarzało się, że jednego dnia mieszkanie odwiedzało 400 osób. Wizytę złożył także Bolesław Bierut. Kobieta prowadziła specjalny zeszyt gości, którzy mogli składać w nim pamiątkowe wpisy.
Po kilku latach natłok odwiedzających wydawał się być coraz bardziej uciążliwy dla lokatorów mieszkania. Z tego powodu kierowali oni zapytania do służb dzielnicowych o przyszłość dzieła sztuki. Mając na uwadze swoje codziennie uciążliwości, domagali się jego przeniesienia albo zlikwidowania. Początkowo małżeństwo zasłoniło ścianę kotarą. Wobec przedłużającej się sytuacji braku decyzji urzędników co do dalszych losów rysunku, pod koniec 1952 zwrócili się oni do spółdzielni mieszkaniowej z prośbą o remont mieszkania. Warszawska Spółdzielnia Mieszkaniowa w sierpniu 1953 wyraziła zgodę. W piśmie określiła pracę, jako namalowaną przez „Pikacca”.
W 1953 rysunek Picassa został zamalowany przez wynajętego w tym celu malarza pokojowego. Według relacji miał on stwierdzić: Rany, kto to pani zrobił, mój szwagier by to namalował. W prasie i na stronach internetowych pojawiały się sprzeczne informacje, co do możliwości odzyskania zamalowanego dzieła. Według jednych relacji malowidło zostało tylko zamalowane farbą, a według innych przed jego zamalowaniem został także skuty tynk. Po zniszczeniu dzieło jest znane w oparciu o fotografie. Helena Syrkus w późniejszym czasie wyrażała żal ze zniszczenia dzieła i przypadkowego miejsca jego wykonania. Oświadczyła, że doradziłaby malarzowi wykonanie go w miejscu dostępnym publicznie, np. na klatce schodowej, co ułatwiłoby jego ochronę.

Syrenka z herbu Warszawy

Syrenka narysowana w mieszkaniu na Kole nie była jedyną warszawską Syrenką stworzoną przez Pabla Picassa podczas pobytu w Polsce. Podczas uroczystego obiadu u prezydenta miasta Stanisława Tołwińskiego, na prośbę jego małżonki Joanny, artysta naszkicował podobiznę kolejnej syrenki w ich rodzinnym albumie, różniącej się w szczegółach od tej wolskiej i w znacznie mniejszym rozmiarze (21 × 29 cm). Szkic ten zachował się.
W 2019 dzięki decyzji nowego właściciela mieszkania i wsparciu dwóch warszawskich artystek Niny Iżyckiej i Dobrochny Tulczyńskiej rysunek Picassa został odtworzony w swym pierwotnym miejscu. Jest oryginalnej wielkości, jednak nie został namalowany węglem lecz farbą akrylową.

## Opis
Stworzony przez Pabla Picassa rysunek miał wymiary około 1,8 × 1,7 m. Rozpościerał się od sufitu do podłogi na jednej ze ścian mieszkania. Przedstawiał warszawską Syrenkę, narysowaną spontanicznie węglem. Artysta nie odzwierciedlił jednak zwyczajowego wizerunku postaci z herbu miasta. Zamiast tego umieścił w jej prawym ręku młot zamiast miecza, co miało symbolizować powojenną ideologię pacyfizmu, zamiast zarysowującej się ery atomowej i ery siły. Również piersi syreny były bardziej wyszczególnione w stosunku do pierwowzoru. Obok symboliki uniwersalnej młot miał również symbolizować ruch powojennej odbudowy Warszawy.
Według relacji Haliny Pągowskiej-Czyżyńskiej, jednej z inżynierów osiedla, która również oprowadzała Picassa po placu budowy, Syrenka miała posiadać jej twarz i została jej dedykowana. Malarz, który miał zapytać o to, co warszawska Syrenka trzyma w ręku, po uzyskaniu odpowiedzi, nie chciał narysować miecza. Ponieważ Pągowska-Czyżyńska nie wiedziała, jak w języku francuskim brzmi słowo kielnia, malarz zgodnie z jej drugą sugestią, narysował młotek.

## Nawiązania w kulturze i sztuce

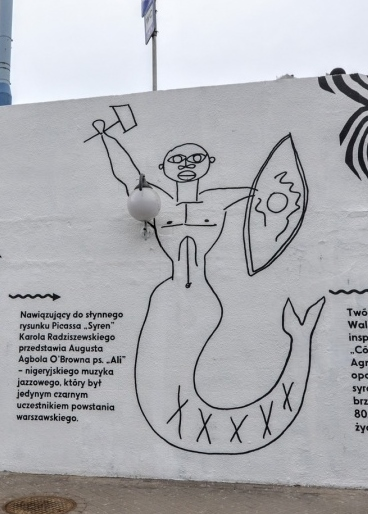
Warszawski mural, wzorowany na pracy „Syren” Karola Radziszewskiego

- W 1992 powstał 28-minutowy film dokumentalny pt. „Picasso w Warszawie, czyli jak to się zaczęło” w reżyserii i ze scenariuszem Józefa Gębskiego, który przedstawia historię wizyty artysty w Polsce, w tym również historię narysowania Syrenki[12].
- W 2016 Karol Radziszewski stworzył pracę „Syren”, wzorując się dziele Picassa z 1948. Rysunek, także stworzony węglem, przedstawia Syrenkę jako mężczyznę o afrykańskich rysach twarzy z nagim torsem. Podobnie jak u Picassa, w prawej ręce trzyma on młot, a w lewej tarczę. Radziszewski przedstawił w ten sposób wizerunek Augusta Agboli O’Browna, muzyka jazzowego pochodzącego z Nigerii i jedynego czarnoskórego uczestnika powstania warszawskiego. W 2017 Radziszewski raz jeszcze namalował swoją pracę na wystawę w Muzeum Sztuki Nowoczesnej w Warszawie[13][14].
- W marcu 2017 Muzeum Sztuki Nowoczesnej w Warszawie w nowo powstałym pawilonie nad Wisłą zaprezentowało wystawę na temat motywu syren w sztuce, zatytułowaną „Syrena herbem twym zwodnicza”, na której znalazła się fotografia Syrenki Picassa oraz inne jego prace[15][16]. Z okazji otwarcia wystawy, przy południowym wyjściu ze stacji metra Centrum (na tzw. warszawskiej patelni), powstały również okolicznościowe murale, przedstawiające warszawskie Syrenki, w tym Syrenkę Picassa[13][17].
- W XXI wieku „Syrenka Picassa” stała się emblematem na niektórych pamiątkach turystycznych z Warszawy[4].
- W filmie Tarapaty w reżyserii Marty Karwowskiej główni bohaterowie Julka i Olek muszą odnaleźć skarb i okazuje się nim być Syrenka Picassa[18].